# 우도 린덴베르크
우도 게르하르트 린덴베르크(독일어: Udo Gerhard Lindenberg, 1946년 5월 17일~)는 독일의 음악가이다.

## 생애
그로나우에서 태어난 린덴베르크는 드럼 연주자로 음악을 시작했다. 1969년 첫 밴드인 프리 오르빗(Free Orbit)을 결성했다.
그의 가장 유명한 곡 중에는 1983년 2월 2일 출시된 'Sonderzug nach Pankow'(판코브로 가는 특별열차)가 있다. 동독에서의 공연을 허락받지 못한 것에서 탄생한 곡이다.
2011년 6월 3일에는 언플러그드 공연을 했고, 이는 녹음되어 MTV Unplugged 음반으로 출시되었다. 이 앨범의 그의 두 번째 1위 앨범이었고, 2주만에 20만장이 팔렸다. 이 앨범의 두 번째 싱글인 'Cello'는 4위를 하여 싱글 차트에서는 그의 최고기록이었다.

## 음반
- 1971 Lindenberg
- 1972 Daumen im Wind
- 1973 Alles klar auf der Andrea Doria
- 1974 Ball Pompös
- 1975 Votan Wahnwitz
- 1976 Galaxo Gang